# Jarmila Novotná
Pour les articles homonymes, voir Novotná.
Jarmila Novotná (23 septembre 1907 à Prague - 9 février 1994 à New York) est une soprano tchèque qui passa une grande partie de sa carrière au Metropolitan Opera de New York. Elle eut par ailleurs une importante carrière d'actrice dans le cinéma tchèque, allemand ou américain.

## Biographie

### Débuts
D'abord élève au Théâtre de Vinohrady, elle rejoint le Théâtre national. Elle mène son apprentissage à Prague sous la tutelle d'Emmy Destinn et d'Hilbert Vavia. Elle fait ses débuts à 17 ans à l'Opéra d'État de Prague le 28 juin 1925 avec le rôle de Marenka dans l'opéra de Bedřich Smetana La Fiancée vendue. Six jours plus tard elle interprète le rôle de Violetta dans La traviata de Verdi. La même année elle débute au cinéma dans le film muet Vyznavaci slunce.
À partir de 1928, elle entame une carrière internationale. En 1928, elle interprète à Vérone Gilda dans Rigoletto avec Giacomo Lauri-Volpi puis, au Teatro San Carlo à Naples, le rôle d'Adina avec Tito Schipa dans L'elisir d'amore de Donizetti. Elle rejoint en 1929 l'Opéra Kroll à Berlin, où elle interprète le rôle de Violetta et incarne les héroïnes de Puccini, Manon Lescaut et Madame Butterfly. Elle poursuit sa carrière cinématographique et joue ainsi dans la version filmée de La Fiancée vendue par Max Ophüls en 1932. En 1931, elle épouse le chevalier Jiří Daubek.

### Vienne et New York

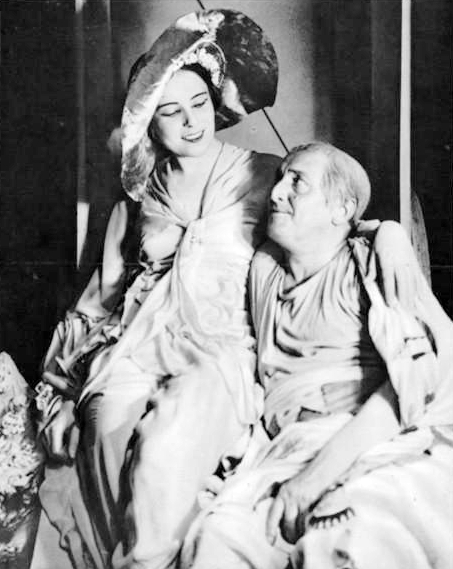
Jarmila Novotná et Hans Moser en 1931 dans La Belle Hélène, mise en scène de Max Reinhardt.

Peu après l'arrivée des nazis au pouvoir en Allemagne, elle quitte Berlin et s'installe en 1934 à Vienne. Elle joue le premier rôle lors de la première de l'opéra de Lehár Giuditta. Le grand succès qu'elle remporte lui assure un contrat avec l'Opéra d'État de Vienne où elle devient Kammersängerin.
Après l'Anschluss, elle quitte Vienne pour les États-Unis, à l'invitation d'Arturo Toscanini. Le 5 janvier 1940, elle débute au Metropolitan Opera, en interprétant le rôle de Mimi dans La Bohème de Puccini. Elle apparaitra dans douze rôles différents sur la scène du Met : Cherubin, notamment sous la direction de Fritz Busch; Donna Elvira ou Pamina. Elle joua lors de 208 représentations.
Après la Seconde Guerre mondiale, elle hésite à rentrer en Tchécoslovaquie mais ses biens et ceux de son mari sont saisis lors du Coup de Prague.
Parallèlement à sa carrière de soprano, elle poursuit le tournage de films, en particulier avec Les Anges marqués (The Search) en 1948 où elle incarne face à Montgomery Clift le rôle d'une mère cherchant son enfant, prisonnier à Auschwitz. Elle joue également dans Le Grand Caruso (The Great Caruso) en 1951 (aux côtés de Mario Lanza) et dans The Great Waltz en 1955. Elle fit par ailleurs quelques apparitions à Broadway.

### Après 1956
Elle met un terme à sa carrière en 1956 et fait ses adieux à la scène le 15 janvier 1956, dans l'opérette La Chauve-Souris de Johann Strauss fils. Elle se consacre alors à sa famille, en continuant à jouer épisodiquement. En 1972, elle obtient l'autorisation du pouvoir communiste de rentrer en Tchécoslovaquie où elle demeurera jusqu'à la mort de son mari. Elle rentre alors aux États-Unis où vivent ses deux enfants. Elle meurt à New York le 9 février 1994, à 86 ans.
Elle est enterrée à Liten, domaine de la famille de son mari. Un musée y perpétue son souvenir.

## Hommages
L'astronome tchèque Luboš Kohoutek a donné son nom à un astéroïde le 14 janvier 1972 : (1843) Jarmila.
La banque nationale tchèque a par ailleurs gravé une pièce commémorative en argent de 200 couronnes pour le centenaire de sa naissance en 2007.